# کشورهای فقیر به شدت بدهکار

کشورهای فقیر به‌شدت بدهکار
کشورهای فقیر به‌شدت بدهکار که کمک دریافت می‌کنند
کشورهایی که بخشی از کمک‌ها را دریافت می‌کنند
کشورهایی که واجد شرایط دریافت کمک هستند، ولی هنوز همه شرایط لازم را برآورده نکرده‌اند

کشورهای فقیر به‌شدت بدهکار (به انگلیسی: Heavily indebted poor countries) گروهی متشکل از ۳۹ کشور در حال توسعه است که دارای سطح بالایی از فقر و بدهی و واجد شرایط برای کمک‌های ویژۀ صندوق بین‌المللی پول و بانک جهانی هستند.

## فهرست کشورها
در ژانویه ۲۰۱۲ ۳۹ کشور در جهان وجود داشت که ۳۳ مورد از آن‌ها در آفریقای سیاه قرار داشتند. ۳۶ کشوری که تاکنون کمک‌های کامل یا جزئی دریافت کرده‌اند عبارتند از:
| - افغانستان - بنین - بولیوی - بورکینافاسو - بوروندی - کامرون - جمهوری آفریقای مرکزی - چاد - جمهوری کنگو - جمهوری دموکراتیک کنگو - کومور - ساحل عاج | - اتیوپی - گامبیا - غنا - گینه - گینه بیسائو - گویان - هائیتی - هندوراس - لیبریا - ماداگاسکار - مالی - موریتانی | - مالاوی - موزامبیک - نیکاراگوئه - نیجر - رواندا - سائوتومه و پرنسیپ - سنگال - سیرالئون - توگو - اوگاندا - زامبیا |